# ایگور آرداشف
ایگور آرداشف (چکی: Igor Ardašev؛ زادهٔ ۲ اوت ۱۹۶۷) نوازنده پیانو اهل کشور جمهوری چک است. آرداشف از سال ۱۹۹۰ به عنوان پیانیست کنسرت در سطح بین‌المللی فعال است.